# Дине Арабаджиев
Костадин (Дине) Арабаджиев, известен като Арабаджията, е български революционер, член на Вътрешната македоно-одринска революционна организация.

## Биография
Арабаджиев е роден в Нова махала, Сярско, в Османската империя, днес Пепония, в Гърция. Влиза във ВМОРО и от 1903 година е войвода на чета. Загива в сражение с османски войски при село Сякавец през април 1908 година.